# Behnám Szerádzs
Behnám Szerádzs (perzsául: بهنام سراج; Ábádán, 1971. június 19. –) iráni labdarúgócsatár.
Az iráni labdarúgó-válogatott színeiben részt vett az 1998-as világbajnokságon.